# Murchisonioidea
Murchisonioidea zijn een uitgestorven superfamilie van weekdieren uit de klasse van de Gastropoda (slakken).

## Taxonomie
De volgende families zijn bij de superfamilie ingedeeld:
- † Cheeneetnukiidae Blodgett & Cook 2002
- † Farewelliidae Mazaev 2011
- † Murchisoniidae Koken 1896
- † Plethospiridae Wenz 1938
- † Ptychocaulidae Mazaev 2011